# 榮和人
榮和人（1960年6月19日—）是一名日本角力運動員，主攻自由式摔角62公斤級，現擔任至學館大學角力部教練兼全日本女子角力總教練，2008年11月起也兼任至學館大學健康科學部健康體育學科教授。

## 書籍
- 《中京女子大学女子レスリング王国その強さの秘密》（2004年、BASEBALL MAGAZINE社） ISBN 4583038119

## 外部連結
- 栄 和人　エイベックス・スポーツ株式会社（マネジメント）
- International Wrestling Database
- Sports Reference （页面存档备份，存于）